# Перены (Резинский район)
Перены, Перень (рум. Pereni) — село в Резинском районе Молдавии. Является административным центром коммуны Перены, включающей также село Рошканы.

## География
Село расположено на высоте 136 метров над уровнем моря.

## Население
По данным переписи населения 2004 года, в селе Перень проживает 583 человека (295 мужчин, 288 женщин).
Этнический состав села:
| Национальность | Число жителей | Процентный состав |
| -------------- | ------------- | ----------------- |
| молдаване      | 568           | 97,43             |
| румыны         | 13            | 2,23              |
| прочие         | 2             | 0,34              |
| Всего          | 583           | 100 %             |